# Bioattività
La bioattività è l'effetto di un dato agente su un organismo vivente o un tessuto biologico.
Nel campo dei biomateriali la bioattività è la capacità del materiale di formare un legame diretto con il tessuto, senza l'interposizione di alcuna capsula fibrosa.
Si può schematizzare l'intero processo bioattivo con le seguenti fasi consecutive:
- Modificazione della superficie del materiale a causa delle interazioni chimiche, dell'assorbimento di proteine e dell'attività cellulare.
- Inizio della mineralizzazione: si forma uno strato di apatite carbonata sopra la superficie del materiale.
- Accrescimento dello strato di apatite formatosi.
- Formazione di una matrice di collagene mineralizzato in apposizione allo strato di apatite[1]